# Jahangir Rustamov
Jahangir Mahmud oglu Rustamov (en azerí: Cahangir Mahmud oğlu Rüstəmov; Shaki, 5 de marzo de 1926 - 13 de febrero de 2007) fue un pintor de Azerbaiyán,  galardonado con el título "Artista del pueblo de la República de Azerbaiyán" en 2002.

## Biografía
Jahangir Rustamov nació el 5 de marzo de 1926 en la ciudad de Shaki. Entre 1939 y 1941 estudió en la Escuela Estatal de Arte de Azerbaiyán en nombre de Azim Azimzade en Bakú. Después de terminar la escuela de arte ingresó en la Universidad Estatal de Arte de Moscú, pero debido a su situación familiar abandonó sus estudios y regresó a Bakú.
Jahangir Rustamov participó en la exposición de arte republicano de 1945 con su obra "El último soldado enemigo". Desde 1955 fue miembro de la Unión de Artistas de la Unión Soviética. En 1953 se inauguró en Bakú la exposición informativa del artista. En 1962 también se inauguró la exposición del artista “París-Túnez” en Bakú. En 1979 sus obras participaron en exposiciones de artistas azerbaiyanos en países extranjeros.
Jahangir Rustamov falleció el 13 de febrero de 2007.

## Premios y títulos
- Artista de Honor de la RSS de Azerbaiyán (1982)
- Artista del pueblo de la República de Azerbaiyán (2002)[5]
- Jubilado personal del Presidente de la República de Azerbaiyán (2004)[6]